# Richard St. John Ormerod Wayne
Richard St. John Ormerod Wayne, (1904-1959). Administrador Colonial Británico. S.M. Jorge VI le designó Administrador de Antigua y Barbuda, cargo que desempeñó entre 1947 y 1954.
| Predecesor: Leslie Stuart Greening | Administrador de Antigua y Barbuda 1947-1954 | Sucesor: Alec Lovelace |

- Datos: Q2150637